# Autoshow
Autoshow este o revistă auto bilunară din România.
În anul 2007, revista a fost cumpărată de Burda România, împreună cu revista Quattroruote, de la editorul Automedia.
În decembrie 2009, Burda România a vândut revista companiei Presworks România.